# دی‌کلروکاربن
دی‌کلروکاربن (به انگلیسی: Dichlorocarbene) یک واسطه شیمیایی با فرمول شیمیایی CCl۲ است. اگرچه این گونه شیمیایی تاکنون جداسازی نشده‌است، اما یک واسطه رایج در شیمی آلی است که از کلروفرم تولید می‌شود. این مولکولِ دیامغناطیسِ خمیده، به سرعت وارد پیوندهای دیگر می‌شود.